# デモーニッシュ
「デモーニッシュ」は、ツユの楽曲。7作目のデジタル配信限定シングルとして2021年4月27日に各音楽配信サービスにてリリースされた。

## 概要
配信リリースの前日にYouTubeにミュージックビデオが公開された。
ぷすいわく今作の楽曲は、ボカロP時代の楽曲で行っていた派手な曲調を意識して制作したという。

## 収録内容
| #         | タイトル           | 作詞・作曲・編曲 | 時間 |
| --------- | ------------------ | ---------------- | ---- |
| 1.        | 「デモーニッシュ」 | ぷす             | 2:41 |
| 合計時間: | 合計時間:          | 合計時間:        | 2:41 |